# Venus Life Finder
Venus Life Finder ist ein geplantes unbemanntes Raumfahrzeug zur Venus, dessen Ziel es ist, Anzeichen von Leben in der Venusatmosphäre aufzuspüren. Das Raumfahrzeug soll die erste private Mission zu einem anderen Planeten sein. Es wird von dem Raumfahrtunternehmen Rocket Lab in Zusammenarbeit mit einem Team des Massachusetts Institute of Technology entwickelt. Ein Entwurf von 2022 sieht vor, dass die Sonde aus einer Photon-Explorer-Raketenstufe und einer kleinen Atmosphärensonde mit einem einzigen Instrument – einem Autofluoreszenz-Nephelometer – besteht. Die Atmosphärensonde soll nach organischen Verbindungen in der Venusatmosphäre suchen.
Venus Life Finder wird frühestens 2026 startbereit sein. Ursprünglich war ein Start im Mai 2023 in Aussicht gestellt worden, dann im Januar 2025.

## Hintergrund und Missionsziele
Im Jahr 2020 veröffentlichte Forschungsergebnisse schienen auf das Vorhandensein von Phosphin (PH3) in der Venusatmosphäre hinzuweisen, was ein vermehrtes öffentliches und akademisches Interesse an der Möglichkeit von Leben in der Venusatmosphäre hervorrief. Anschließende Untersuchungen der NASA mit dem SOFIA-Teleskop konnten jedoch kein Phosphin nachweisen.
Die Rocket-Lab-Sonde soll nicht nach Phosphin suchen, sondern nach organischen Verbindungen in der Venusatmosphäre, die auf lebensfreundliche Bedingungen in der Wolkenschicht der Venus hinweisen könnten. Darüber hinaus möchte Rocket Lab eine kostengünstige Weltraummission mit einem kleinen Raumfahrzeug und einer kleinen Trägerrakete demonstrieren und das Raumfahrzeug Interplanetary Photon zur Einsatzreife bringen. Mittlerweile wird aber auch ein Start mit einer mittelgroßen Rakete erwogen.

## Design und Instrumente
Im Folgenden ist ein Konzept aus dem Jahr 2022 beschrieben:
Die Raumsonde besteht aus zwei Hauptkomponenten – einer Photon-Explorer-Stufe und einer kleinen Atmosphärensonde mit einem Autofluoreszenz-Nephelometer.
Die Explorer-Stufe, die zuerst für das NASA-Projekt CAPSTONE entwickelt wurde, ist die interplanetare Variante des Photon-Satellitenbusses. Diese Stufe, ein eigenständiges Raumfahrzeug mit Solaranlagen zur Stromerzeugung, einem Lageregelungssystem und einem HyperCurie-Triebwerk für den Antrieb, wird bis 30 Minuten vor dem Eintritt in die Atmosphäre an der Atmosphärensonde befestigt bleiben.

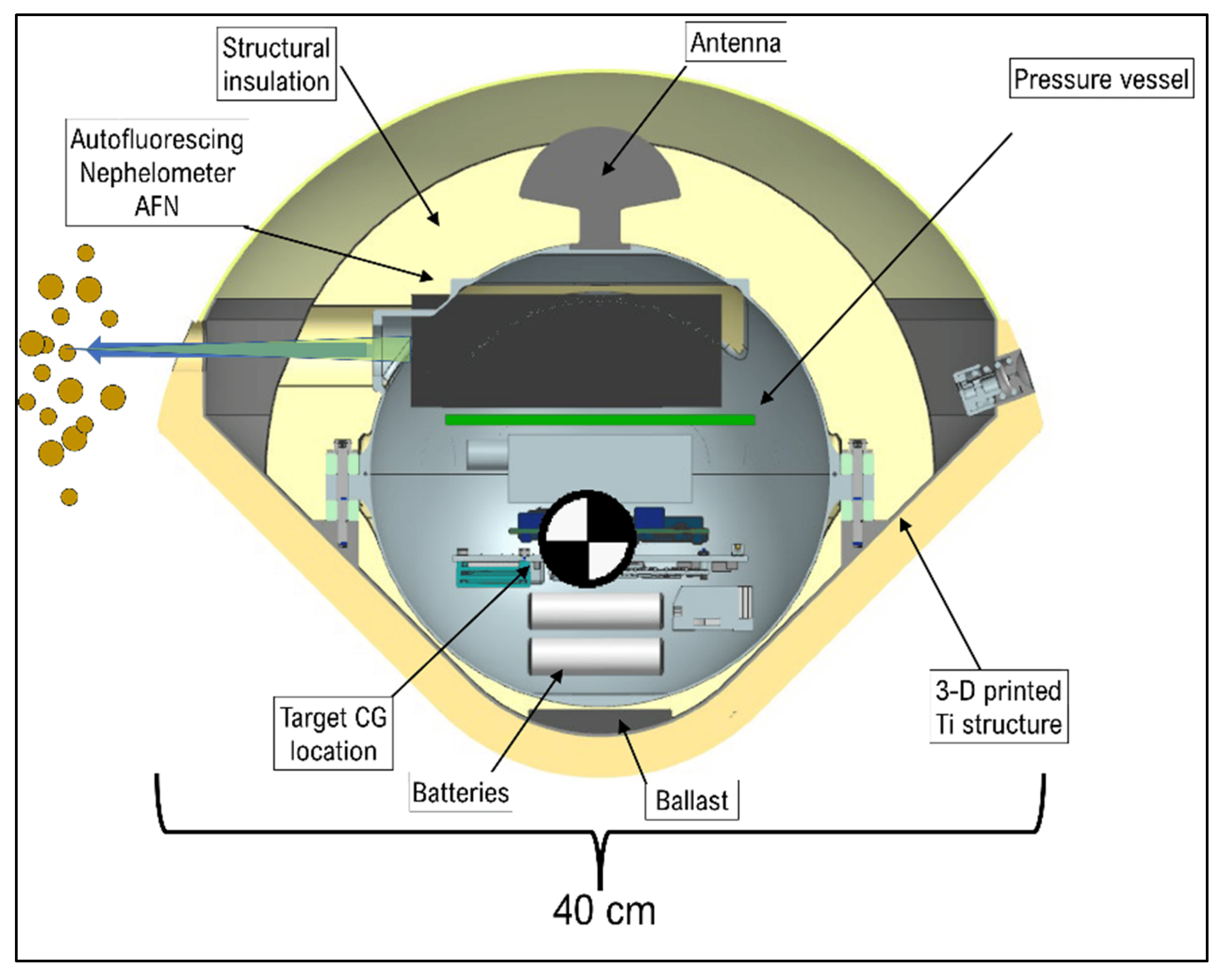
Schnittdarstellung der Atmosphärensonde

Die konische Atmosphärensonde wiegt 17 Kilogramm und hat einen Durchmesser von nur 40 Zentimetern, ausreichend für die Elektronik und die Brennweite des Nephelometers. Die äußere Form der Sonde ist eine verkleinerte Version der Deep Space 2-Sonde. Wie die Deep Space 2-Sonde hat sie keinen Fallschirm und wirft auch ihren Hitzeschild nicht ab. Das Nephelometer, der Bordcomputer und das Funkgerät sind in einem kugelförmigen Druckbehälter aus Titan untergebracht, der von einer Isolierschicht umgeben ist, um die Elektronik und Instrumente vor der korrosiven Venusatmosphäre zu schützen und akzeptable Temperaturen aufrechtzuerhalten.
Die Sonde enthält ein wissenschaftliches Instrument:
- das Autofluoreszenz-Nephelometer, das einen 440-nm-Diodenlaser durch ein Quarzglasfenster in die Venusatmosphäre projizieren wird. Während des Abstiegs der Sonde werden Wolkenpartikel, die den Laser passieren, Licht streuen, und wenn sie organisch sind, können diese Partikel auch fluoreszieren. Das gestreute und fluoreszierende Licht wird durch dasselbe Quarzglasfenster von einer Linse aufgefangen, woraus sich das Vorhandensein von organischen Stoffen sowie die Größe, Form, Zusammensetzung und Konzentration der Partikel ablesen lassen.[12]

Venus Life Finder wird von einem Team von weniger als dreißig Personen unter der Leitung von Sara Seager vom Massachusetts Institute of Technology entwickelt. Die Kosten der Mission werden auf weniger als 10 Millionen US-Dollar geschätzt und von Rocket Lab, dem MIT und ungenannten Förderern finanziert. Peter Beck, CEO von Rocket Lab, sagte, dass das Raumfahrzeug ein „Nacht-und-Wochenende-Projekt“ sei und dass es „immer wieder zur Seite geschoben wird, aber [sie] arbeiten immer noch daran“.

## Missionsplanung

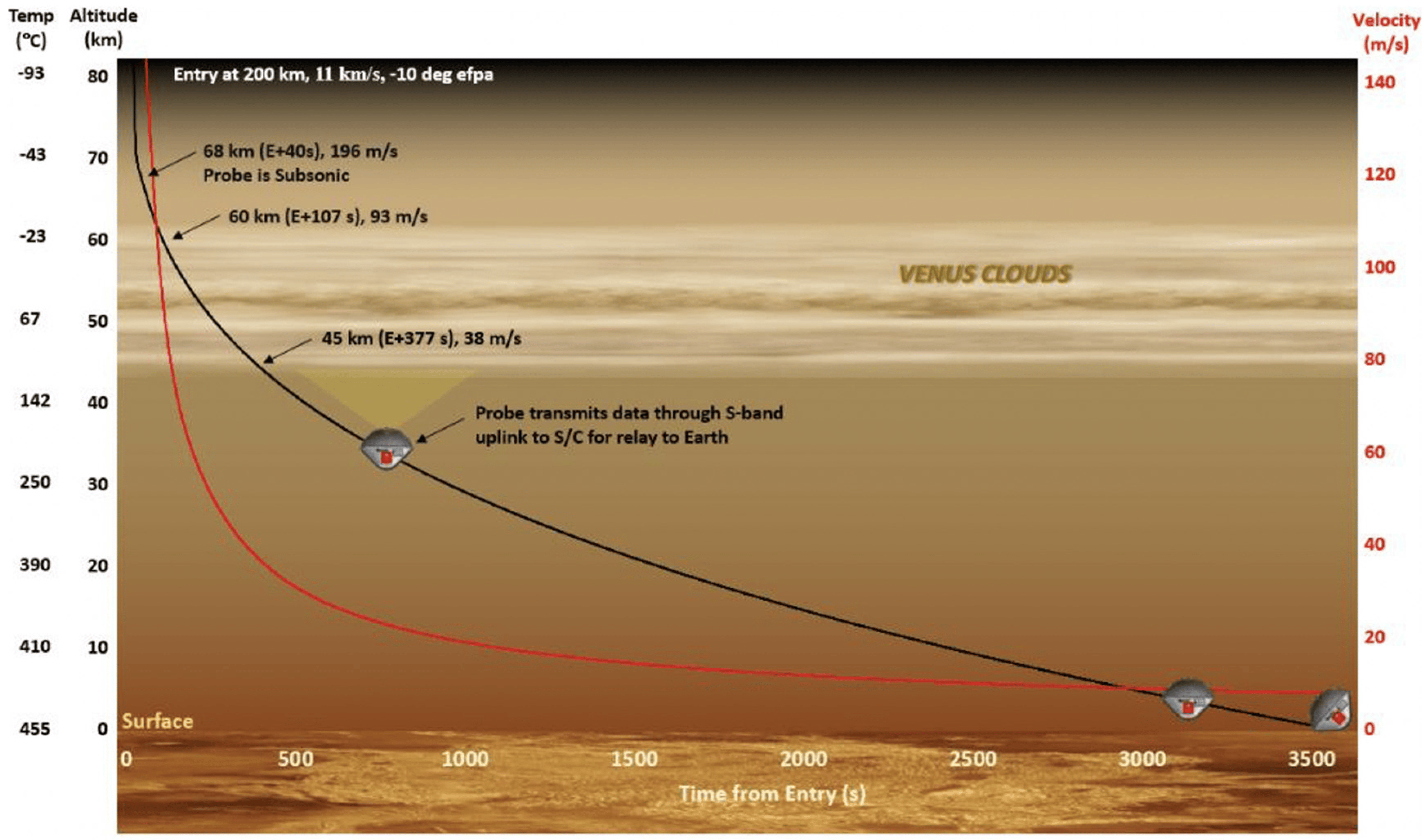
Eintritt der Venus Life Finder-Sonde in die Atmosphäre bis zum Aufprall auf der Oberfläche

Das Missionskonzept von 2022 sah vor, dass Venus Life Finder im Januar 2025 mit einer Electron-Trägerrakete vom Startkomplex 1 von Rocket Lab auf der Māhia-Halbinsel in Neuseeland startet. Nach dem Erreichen einer niedrigen Erdumlaufbahn würde die Explorer-Stufe eine Reihe von Zündungen durchführen, um dann mit Unterstützung durch die Gravitation des Mondes zur Venus zu fliegen. Während der 128-tägigen interplanetaren Reise würde die Sonde gelegentlich Kurskorrekturen vornehmen, um die Ankunft auf der Venus vorzubereiten.
Die Sonde sollte sich 30 Minuten vor dem Eintritt in die Venusatmosphäre am 13. Mai 2025 von der Explorer-Stufe trennen. Sie wäre auf der Nachtseite eingetreten, um das Störlicht für das Autofluoreszenz-Nephelometer zu minimieren, und eine maximale negative Beschleunigung von 60 g erfahren und ohne Fallschirm durch die Atmosphäre absteigen. Laut Planungen von 2024 soll die Sonde fünf Minuten Zeit in der Wolkenschicht zwischen 65 km und 45 km Höhe haben, um ihre Messungen durchzuführen. Die Sonde soll ihre Daten über das S-Band direkt zur Erde senden, bis sie dreißig Minuten nach dem Eintritt in die Atmosphäre voraussichtlich die Verbindung verliert und auf der Venusoberfläche auftrifft. Aufgrund der begrenzten Sendeleistung und der begrenzten Sendezeit sollen die gesammelten Daten über ein neuronales Netz gesendet werden, um die begrenzte Bandbreite von 125 Byte/Sekunde auszunutzen. Die ermittelten Rohdaten und die zugehörige Häufigkeitsverteilung ihrer akkumulierten Werte würde damit integriert, um die kritischen Informationen abzuleiten, die übertragen werden müssen.
Rocket Lab hofft, dass die neue Rakete Neutron des Unternehmens für einen Start der Mission im Jahr 2026 einsatzbereit sein wird.